# Nuoto ai Giochi della XXVIII Olimpiade - 200 metri dorso femminili

## Record
Prima di questa competizione, il record del mondo (WR) e il record olimpico (OR) erano i seguenti.
| Record mondiale | 2'06"62 | Krisztina Egerszegi Ungheria | 25 agosto 1991 Atene, Grecia      |
| Record olimpico | 2'07"06 | Krisztina Egerszegi Ungheria | 31 luglio 1992 Barcellona, Spagna |

Durante l'evento non è stato migliorato nessun record.

## Risultati

### Batterie
| Pos. | Batteria | Corsia | Atleta                   | Nazionalità   | Tempo   | Note |
| ---- | -------- | ------ | ------------------------ | ------------- | ------- | ---- |
| 1    | 4        |        | Stanislava Komarova      | Russia        | 2'10"71 | Q    |
| 2    | 3        |        | Reiko Nakamura           | Giappone      | 2'11"14 | Q    |
| 3    | 3        |        | Kirsty Coventry          | Zimbabwe      | 2'12"49 | Q    |
| 4    | 5        |        | Margaret Hoelzer         | Stati Uniti   | 2'12"55 | Q    |
| 5    | 4        |        | Antje Buschschulte       | Germania      | 2'12"96 | Q    |
| 6    | 5        |        | Jennifer Fratesi         | Canada        | 2'13"00 | Q    |
| 7    | 5        |        | Louise Ørnstedt          | Danimarca     | 2'13"05 | Q    |
| 8    | 3        |        | Katy Sexton              | Gran Bretagna | 2'13"25 | Q    |
| 9    | 4        |        | Hannah McLean            | Nuova Zelanda | 2'13"33 | Q    |
| 10   | 4        |        | Aya Terakawa             | Giappone      | 2'13"55 | Q    |
| 11   | 3        |        | Melissa Morgan           | Australia     | 2'14"06 | Q    |
| 12   | 2        |        | Evelyn Verrasztó         | Ungheria      | 2'14"07 | Q    |
| 13   | 5        |        | Nicole Hetzer            | Germania      | 2'14"42 | Q    |
| 14   | 5        |        | Iryna Amshennikova       | Ucraina       | 2'14"49 | Q    |
| 15   | 5        |        | Frances Adcock           | Australia     | 2'14"85 | Q    |
| 16   | 4        |        | Sanja Jovanović          | Croazia       | 2'15"01 | Q    |
| 17   | 4        |        | Kristen Caverly          | Stati Uniti   | 2'15"34 |      |
| 18   | 3        |        | Elizabeth Warden         | Canada        | 2'15"77 |      |
| 19   | 2        |        | Katerina Pivonkova       | Rep. Ceca     | 2'16"08 |      |
| 20   | 4        |        | Karen Lee                | Gran Bretagna | 2'16"10 |      |
| 21   | 3        |        | Alessia Filippi          | Italia        | 2'17"27 |      |
| 22   | 2        |        | Sadan Derya Erke         | Turchia       | 2'17"29 |      |
| 23   | 5        |        | Anja Čarman              | Slovenia      | 2'17"62 |      |
| 24   | 2        |        | Man Hsu Lin              | Taipei cinese | 2'17"68 |      |
| 25   | 2        |        | Da-Hye Lee               | Corea del Sud | 2'17"73 |      |
| 26   | 2        |        | Gisela Morales           | Guatemala     | 2'18"23 |      |
| 27   | 5        |        | Alexandra Putra          | Francia       | 2'19"75 |      |
| 28   | 1        |        | Hiu Wai Sherry Tsai      | Hong Kong     | 2'19"83 |      |
| 29   | 2        |        | Chonlathorn Vorathamrong | Thailandia    | 2'21"11 |      |
| 30   | 2        |        | Eirini Karastergiou      | Grecia        | 2'21"93 |      |
| 31   | 1        |        | Gretchen Gotay Cordero   | Porto Rico    | 2'23"39 |      |
| 32   | 1        |        | Saida Iskandarova        | Uzbekistan    | 2'26"17 |      |
| 33   | 3        |        | Shu Zan                  | Cina          | 2'31"56 |      |
| 34   | 3        |        | Xiujun Chen              | Cina          | DSQ     |      |
| 35   | 4        |        | Alenka Kejžar            | Slovenia      | DNS     |      |

### Semifinali
| Pos. | Semifinale | Corsia | Atleta              | Nazionalità   | Tempo   | Note |
| ---- | ---------- | ------ | ------------------- | ------------- | ------- | ---- |
| 1    | 2          |        | Stanislava Komarova | Russia        | 2'09"62 | Q    |
| 2    | 2          |        | Kirsty Coventry     | Zimbabwe      | 2'10"04 | Q    |
| 3    | 1          |        | Reiko Nakamura      | Giappone      | 2'10"14 | Q    |
| 4    | 2          |        | Antje Buschschulte  | Germania      | 2'10"66 | Q    |
| 5    | 1          |        | Margaret Hoelzer    | Stati Uniti   | 2'11"68 | Q    |
| 6    | 2          |        | Louise Ørnstedt     | Danimarca     | 2'11"77 | Q    |
| 7    | 1          |        | Aya Terakawa        | Giappone      | 2'12"21 | Q    |
| 8    | 1          |        | Katy Sexton         | Gran Bretagna | 2'12"62 | Q    |
| 9    | 1          |        | Jennifer Fratesi    | Canada        | 2'12"64 |      |
| 10   | 2          |        | Hannah McLean       | Nuova Zelanda | 2'12"87 |      |
| 11   | 2          |        | Nicole Hetzer       | Germania      | 2'13"01 |      |
| 12   | 2          |        | Melissa Morgan      | Australia     | 2'13"34 |      |
| 13   | 1          |        | Sanja Jovanović     | Croazia       | 2'13"76 |      |
| 14   | 1          |        | Evelyn Verrasztó    | Ungheria      | 2'13"98 |      |
| 15   | 1          |        | Iryna Amshennikova  | Ucraina       | 2'14"83 |      |
| 16   | 2          |        | Frances Adcock      | Australia     | 2'15"69 |      |

### Finale
| Pos.    | Corsia | Atleta              | Nazionalità   | Tempo   | Note            |
| ------- | ------ | ------------------- | ------------- | ------- | --------------- |
| Oro     |        | Kirsty Coventry     | Zimbabwe      | 2'09"19 | Record africano |
| Argento |        | Stanislava Komarova | Russia        | 2'09"72 |                 |
| Bronzo  |        | Reiko Nakamura      | Giappone      | 2'09"88 |                 |
| 4       |        | Antje Buschschulte  | Germania      | 2'09"88 |                 |
| 5       |        | Margaret Hoelzer    | Stati Uniti   | 2'10"70 |                 |
| 6       |        | Louise Ørnstedt     | Danimarca     | 2'11"15 |                 |
| 7       |        | Katy Sexton         | Gran Bretagna | 2'12"11 |                 |
| 8       |        | Aya Terakawa        | Giappone      | 2'12"90 |                 |